# Alain Nef
Alain Nef est un footballeur international suisse né le 6 février 1982 à Wädenswil. il évolue au poste de défenseur droit.

## Carrière
- 2001-2002 :  FC Winterthour
- 2001-2006 :  FC Zurich
- 2006-2008 :  Plaisance
- 2008-déc. 2010 :  Udinese Calcio
  - jan. 2009-2009 :  Recreativo Huelva (prêt)
  - 2009-2010 :  US Triestina (prêt)
  - 2010-déc. 2010 :  BSC Young Boys  (prêt)
- jan. 2011-2013 :  BSC Young Boys
- depuis 2013 :  FC Zurich

## Palmarès
- Vainqueur de la Coupe de Suisse en 2016 avec le FC Zurich